# Vad jag pratar om när jag pratar om löpning
Vad jag pratar om när jag pratar om löpning är en självbiografisk bok av Haruki Murakami, utgiven 2007. Den utgavs på svenska 2010 i översättning av Eiko och Yukiko Duke. Boken är en livsfilosofisk betraktelse där Murakami utgår från sitt eget löparintresse.
Bokens titel har inspirerats av Raymond Carvers novellsamling Vad vi pratar om när vi pratar om kärlek.

## Mottagande
I Sverige fick Vad jag pratar om när jag pratar om löpning ett blandat mottagande. Dagens Nyheters recensent skrev "Hans litteratur håller solklar Nobelprisklass och han blir bara bättre med åren". Svenska Dagbladets recensent skrev "Men trots att jag inte heller tillhör löparna drabbas jag ganska omgående av sympati inför just den här lilla tankeboken: inför tonen, attityden, den extremt nedskruvade humorn och hela det murakamiska förhållningssättet till det som kallas livsprojekt". Expressens recensent var desto mer negativ och skrev: "Vad jag pratar om när jag pratar om löpning känns mindre som en seriös långdistanssatsning än som ett antal privata och ibland halvhjärtade träningsrundor".

## Utgåvor
Boken utkom på japanska 2007. 2010 utkom den på svenska, i översättning av Eiko och Yukiko Duke, på Norstedts. 2011 utkom den i pocket.